# Rakató
Rakató románul: Răcătău, falu Romániában, Erdélyben, Fehér megyében.

## Fekvése
Alvinctól északnyugatra fekvő település.

## Története
Rakató nevét 1488-ban említette először oklevél Rakasho néven (Berger 50).
További névváltozatai: 1733-ban Rakato, 1750-ben Reketeu, 1805-ben Rakató, 1808-ban Rákató, 1861-ben Rakató, 1913-ban Rakató.
A trianoni békeszerződés előtt Alsó-Fehér vármegye Alvinci járásához tartozott. 1910-ben 572 görögkeleti ortodox lakosa volt.

## Források

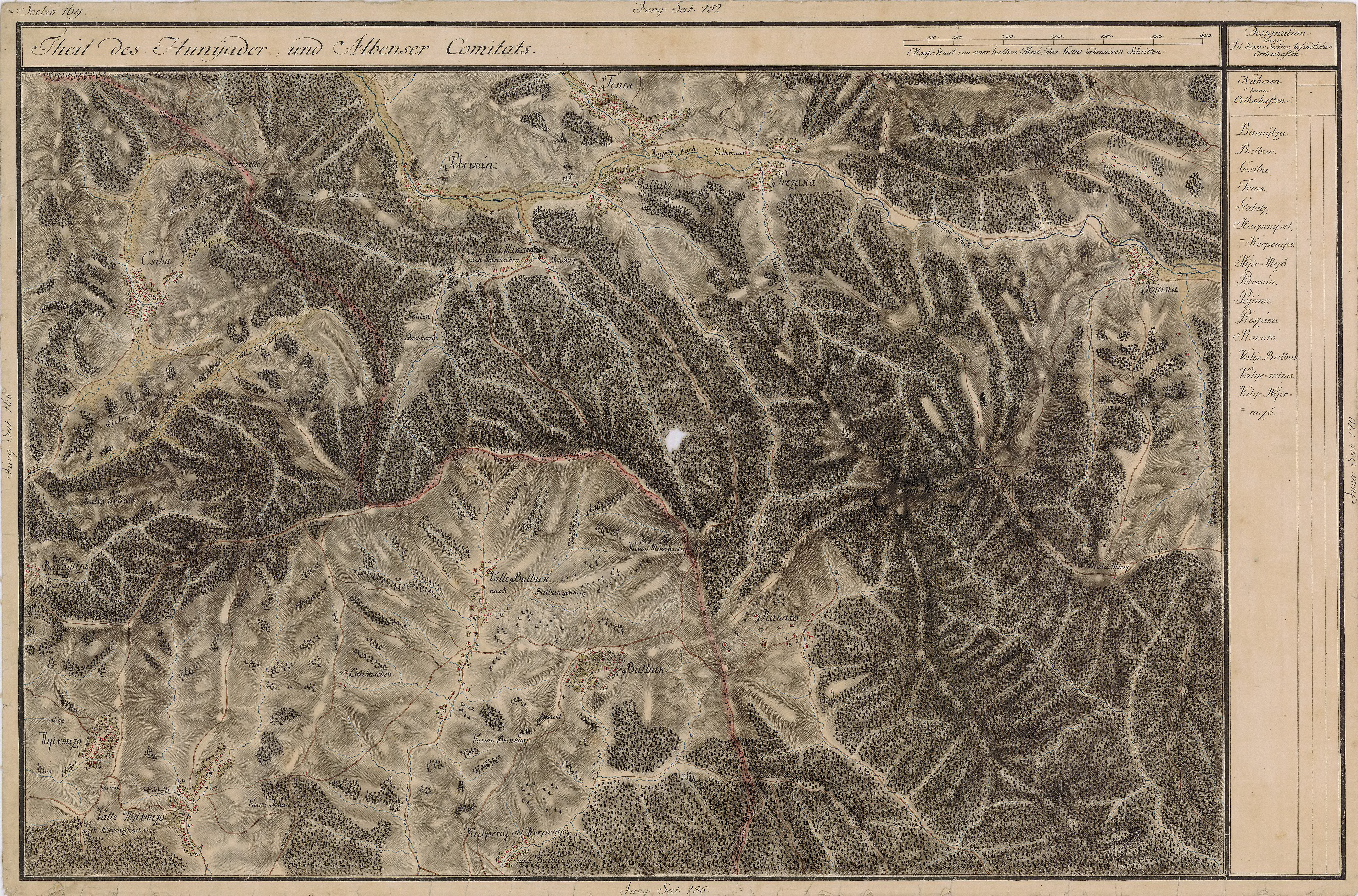
Rakató és környéke egy régi térképen